# Cladocolea stricta
Cladocolea stricta är en tvåhjärtbladig växtart som beskrevs av Kuijt. Cladocolea stricta ingår i släktet Cladocolea och familjen Loranthaceae. Inga underarter finns listade i Catalogue of Life.